# Amas de Pégase II
L'amas galactique de Pégase II est un amas de galaxies (groupe ?) situé dans la constellation des Poissons. Il comprend entre 50 à 60 galaxies galaxies et sa distance moyenne entre ce groupe et la Voie lactée est d'environ 177 Mpc (∼577 millions d'al). 

## Membres
Le tableau ci-dessous liste par ordre croissant des distances de Hubble une partie des 50 à 60 galaxies de l'amas de galaxies de Pégase II. 
| Nom                        | Classification | Type         | α (J2000.0)      | δ (J2000.0)     | Vitesse radiale (km/s) | Magnitude apparente | Distance (Mpc) | Dimension (kal) | Rem   |
| -------------------------- | -------------- | ------------ | ---------------- | --------------- | ---------------------- | ------------------- | -------------- | --------------- | ----- |
| NGC 7503                   | E2?            | Elliptique   | 23h 10m 42.2641s | 07° 34′ 03.846″ | 13217 ± 3              | 13,3                | 139,2 ± 11,2   | 184             |       |
| LEDA 1324549               | ?              | ?            | 23h 10m 18.1008s | 07° 32′ 41.723″ | 10450 ± 10             | ?                   | 154,0 ± 10,8   | 117             |       |
| LEDA 1325409               | ?              | ?            | 23h 10m 25.0830s | 07° 34′ 41.743″ | 11021 ± 35             | ?                   | 157,1 ± 11,0   | 133             |       |
| SDSS J231020.79+073235.9   | ?              | ?            | 23h 10m 20.7910s | 07° 32′ 35.936″ | 11202 ± 23             | ?                   | 159,8 ± 11,2   | 132             |       |
| LLB96 S49-132 164          | C              | Compacte     | 23h 10m 26.8285s | 07° 35′ 24.514″ | 11273 ± 48             | 12,8                | 160,8 ± 11,3   | 138             | Rem A |
| NGC 7499                   | SA0^0(s)?      | Lenticulaire | 23h 10m 22.3729s | 07° 34′ 50.449″ | 11737 ± 28             | 12,8                | 167,6 ± 11,8   | 262             |       |
| NFP J231024.1+073622       | ?              | ?            | 23h 10m 24.0432s | 07° 36′ 22.243″ | 12061 ± 22             | ?                   | 172,4 ± 12,1   | 66              |       |
| LEDA 1324373               | ?              | ?            | 23h 10m 33.3786s | 07° 32′ 19.056″ | 12150 ± 24             | 15,995              | 173,7 ± 12,2   | 117             |       |
| TIC 402930710              | ?              | ?            | 23h 10m 31.7973s | 07° 34′ 22.850″ | 12270 ± 28             | 16,235              | 175,5 ± 12,3   | 133             | Rem B |
| LLB96 S49-132 211          | ?              | ?            | 23h 10m 37.3203s | 07° 32′ 48.482″ | 12342 ± 34             | ?                   | 176,6 ± 12,4   | 96              | Rem C |
| WINGS J231037.33+073549.8  | ?              | ?            | 23h 10m 37.3196s | 07° 35′ 50.192″ | 12461 ± 25             | 16,345              | 178,3 ± 12,5   | 87              |       |
| LEDA 1325638               | ?              | ?            | 23h 10m 48.4795s | 07° 35′ 11.353″ | 12546 ± 19             | ?                   | 179,6 ± 12,6   | 125             |       |
| LAMOST J231035.12+073135.9 | ?              | ?            | 23h 10m 35.1257s | 07° 31′ 36.025″ | 12643 ± 22             | 15,915              | 183,0 ± 12,7   | 112             | Rem D |
| NFP J231026.6+073603       | ?              | ?            | 23h 10m 26.5678s | 07° 36′ 03.416″ | 12779 ± 26             | ?                   | 183,0 ± 12,8   | 172             |       |
| NGC 7501                   | E1             | Elliptique   | 23h 10m 30.4080s | 07° 35′ 20.556″ | 12790 ± 31             | 13,4                | 183,2 ± 12,8   | 208             |       |
| LEDA 1325069               | ?              | ?            | 23h 10m 38.2394s | 07° 33′ 55.368″ | 12960 ± 23             | ?                   | 186,7 ± 13,0   | 130             |       |
| NFP J231032.1+073526       | ?              | ?            | 23h 10m 32.1006s | 07° 35′ 25.867″ | 13492 ± 42             | ?                   | 193,5 ± 13,6   | ?               |       |
| LEDA 1325239               | ?              | ?            | 23h 10m 18.4903s | 07° 34′ 17.647″ | 13587 ± 23             | ?                   | 194,9 ± 13,7   | 143             |       |
| LEDA 1325827               | ?              | ?            | 23h 10m 20.0616s | 07° 35′ 40.012″ | 16558 ± 0              | ?                   | 238,8 ± 16,7   | 93              |       |
| LEDA 3091766               | ?              | ?            | 23h 10m 16.8530s | 07° 32′ 05.175″ | ?                      | ?                   | ?              | ?               |       |
| LAMOST J231037.88+073557.8 | ?              | ?            | 23h 10m 37.881s  | 07° 35′ 57.88″  | 12344                  | ?                   | ?              | Rem F           |       |

- Remarque A : la requête à utiliser pour cette galaxie sur la base de données NASA/IPAC est 2MASX J23102683+0735241.
- Remarque B : la requête à utiliser pour cette galaxie sur la base de données NASA/IPAC est 2MASS J23103180+0734228.
- Remarque C : la requête à utiliser pour cette galaxie sur la base de données NASA/IPAC est 2MASX J23103733+0732482.
- Remarque D : la requête à utiliser pour cette galaxie sur la base de données NASA/IPAC est WINGS J231035.13+073135.9 et il y a une erreur d'identification sur l'image, car la chaîne .12 est répétée deux fois.
- Remarque E : aucune donnée sauf les coordonnées de cette galaxie qui n'apparaît que sur la base de données NASA/IPAC.
- Remarque F : aucune donnée sauf les coordonnées de cette galaxie qui n'apparaît que sur la base de données NASA/IPAC. Sur l'image elle est désignée comme WINGS J231037.00+073549.8.

Le site DeepskyLog permet de trouver aisément les constellations des galaxies mentionnées dans ce tableau ou si elles ne s'y trouvent pas, l'outil du site constellation permet de le faire à l'aide des coordonnées de la galaxie. Sauf indication contraire, les données proviennent du site NASA/IPAC.